# فهرست وابسته‌های دیپلماتیک در عربستان سعودی
...
این مقاله در مورد نمایندگی‌های دیپلماتیک در عربستان سعودی برجسته است. در حال حاضر، ریاض ۱۱۲ سفارت دارد. بعضی از کشورها کنسولگری نیز دارند (و جنرال کنسولگری) در شهرهایی مانند جده.

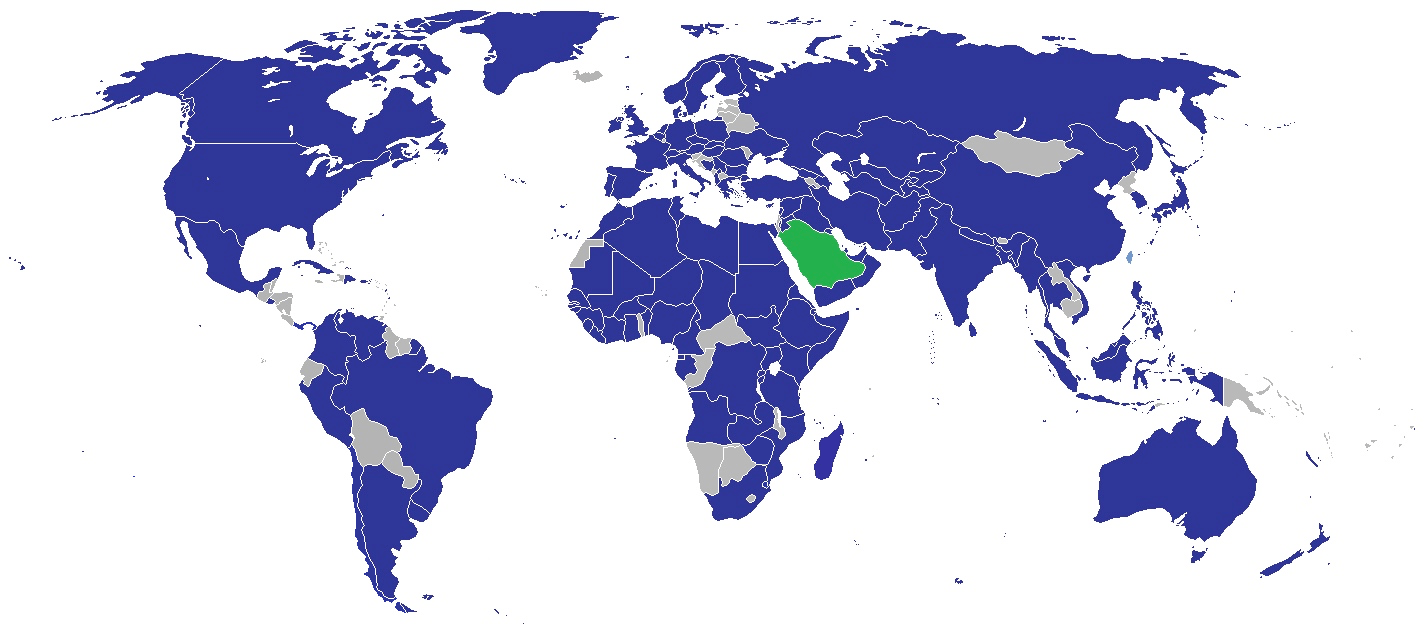
نقشه نمایندگی‌های دیپلماتیک در عربستان سعودی

## سفارت‌ها درریاض
1. ایران
2. آلمان
3. آرژانتین
4. ایالات متحده آمریکا
5. آلبانی
6. استرالیا
7. اتریش
8. اسپانیا
9. آفریقای جنوبی
10. الجزایر
11. امارات متحده عربی
12. افغانستان
13. جمهوری آذربایجان
14. مصر
15. بریتانیا
16. بنگلادش
17. برزیل
18. بوسنی و هرزگوین
19. بحرین
20. بنین
21. برونئی
22. بلژیک
23. بورکینافاسو
24. بوروندی
25. کانادا
26. ساحل عاج
27. چین
28. قبرس
29. کامرون
30. کومور
31. چاد
32. جمهوری چک
33. دانمارک
34. جیبوتی
35. اریتره
36. اتیوپی
37. فیلیپین
38. فنلاند
39. فرانسه
40. گینه
41. یونان
42. گابن
43. غنا
44. گینه استوایی
45. گرجستان
46. گامبیا
47. مجارستان
48. اندونزی
49. هند
50. اردن
51. جمهوری ایرلند
52. عراق
53. ژاپن
54. قزاقستان
55. کنیا
56. کویت
57. کوبا
58. کوزوو
59. قرقیزستان
60. لیبی
61. لبنان
62. لیبریا
63. مالی
64. مالدیو
65. موریس
66. مالت
67. مراکش
68. موزامبیک
69. موریتانی
70. مالزی
71. مکزیک
72. میانمار
73. ماداگاسکار
74. هلند
75. نیوزیلند
76. نروژ
77. نیجر
78. نیجریه
79. نپال
80. عمان
81. پرتغال
82. پرو
83. لهستان
84. فلسطین
85. پاکستان
86. روسیه
87. رومانی
88. سیرالئون
89. سوئد
90. صربستان
91. سنگال
92. سودان
93. سوئیس
94. سومالی
95. کره جنوبی
96. سنگاپور
97. سری‌لانکا
98. تایلند
99. ترکمنستان
100. تاجیکستان
101. ترکیه
102. تونس
103. تانزانیا
104. اوگاندا
105. ازبکستان
106. اوکراین
107. اروگوئه
108. ونزوئلا
109. ویتنام
110. یمن
111. زامبیا

## دفاتر دیپلماتیک دیگر عربستان سعودی
1. تایوان (دفتر نمایندگی اقتصادی و فرهنگی تایپه)
2. اتحادیه اروپا

(نمایندگی اتحادیه اروپا)

## سفارت‌های غیر مقیم
موقعیت شهر در پرانتز
1. آنتیگوآ و باربودا (لندن)
2. آنگولا (قاهره)
3. بولیوی (قاهره)
4. باربادوس (لندن)
5. بلاروس (ابوظبی)
6. بلیز (شهر نیویورک)
7. بوتان (کشور) (شهر کویت)
8. جمهوری آفریقای مرکزی (قاهره)
9. شیلی (ابوظبی)
10. کیپ ورد (شهر رم)
11. کاستاریکا (ابوظبی)
12. کلمبیا (ابوظبی)
13. جمهوری دموکراتیک کنگو (قاهره)
14. جمهوری کنگو (قاهره)
15. کامبوج (قاهره)
16. جمهوری دومینیکن (ابوظبی)
17. دومینیکا (ابوظبی)
18. اکوادور (قاهره)
19. السالوادور (دوحه)
20. فیجی (ابوظبی)
21. گواتمالا (قاهره)
22. گویان (شهر کویت)
23. گینه بیسائو (الجزیره)
24. هائیتی (رم)
25. هندوراس (شهر کویت)
26. ایسلند (لندن)
27. جامائیکا (شهر کویت)
28. کیریباتی (شهر نیویورک)
29. لائوس (دهلی نو)
30. لسوتو (قاهره)
31. لتونی (قاهره)
32. لیتوانی (قاهره)
33. ایالات فدرال میکرونزی (شهر نیویورک)
34. مونته‌نگرو (ابوظبی)
35. مولدووا (آنکارا)
36. جزایر مارشال (شهر نیویورک)
37. مغولستان (شهر کویت)
38. نامیبیا (قاهره)
39. نیکاراگوئه (شهر کویت)
40. کره شمالی (قاهره)
41. پاپوآ گینه نو (دهلی نو)
42. پاناما (امان)
43. پاراگوئه (بیروت)
44. رواندا (ابوظبی)
45. سنت کیتس و نویس (بروکسل)
46. سنت لوسیا (بروکسل)
47. سنت وینسنت و گرنادین‌ها (بروکسل)
48. اسلوونی (قاهره)
49. اسلواکی (قاهره)
50. جزایر سلیمان (جاکارتا)
51. ساموآ (کانبرا)
52. توگو (شهر کویت)
53. تیمور شرقی (جاکارتا)
54. ترینیداد و توباگو (دهلی نو)
55. تونگا (ابوظبی)
56. وانواتو (کانبرا)
57. تووالو (شهر نیویورک)
58. وانواتو (کانبرا)
59. زیمبابوه (شهر کویت)

## سفارت‌های سابق
1. قطر